# المواطن جي
المواطن جي مسلسل عراقي نقلنا إلى أماكن مختلفة في العراق المحتل وخيام المهجرين وبيوتات ومدن المنفى في سوريا.وفي إطار الواقع اليومي للعراقيين والصورة القاتمة واقع أفرزته الظروف وحياة وقضايا متطلبات وسلوكية الناس وتصرفاتهم والعلاقة بينهم بسبب المرحلة من الناحية السياسية والاجتماعية والاقتصادية.

## الممثلون
- خليل إبراهيم
- فوزية حسن
- سوران علي شريف
- ريام الجزائري
- مناضل داود
- أياد حامد
- كريم محسن
- سعد محسن
- هديل كامل
- سليمة خضير
- راسم الجميلي
- محسن العزاوي

ونخبة من الفنانين السوريين
- بسام دكاك
- عبد الجليل ال يحيى
- باسل فتال
- سلوى عمر
- أحمد السعدي
- جلال السعدي

## الكاتب
- فلاح شاكر

## المخرج
- عدنان إبراهيم.

ساهم في أسبوع تلفاز